# Сремски окръг
Сремски окръг (на сръбски: Sremski okrug или Сремски округ; на хърватски: Srijemski okrug; на унгарски: Szerémségi Körzet; на словашки: Sriemski okres; на русински: Сримски окрух; на румънски: Districtul Srem) е разположен в севернозападния край на Сърбия, в историческата област Срем, в автономната област Войводина.
Населението на окръга е 309 981 жители. Административен център е град Сремска Митровица.

## Административно деление
Окръгът е съставен от 7 общини:
- Община Шид
- Община Инджия
- Град Сремска Митровица
- Община Ириг
- Община Рума
- Община Стара Пазова
- Община Печинци

## Култура
Манастирите в планината „Фрушка гора“ са сред най-големите културни богатства на Сремския регион. Сред най-известните са „Гръгътег“, построен през 1471, „Язък“, основан през 1522, и „Крушедол“, изграден през 1514 година.
Крушедолският манастир е сруд културните центрове на Войводина. Построен в началото на XVI век, а средствата необходими за построяването му са дарени от православния владика Максим и неговата майка Ангелина Арианити
Манастирът в Ново Хопово е особено атрактивен с архитектурата си, както и с фреските, с които е обрисуван. През 1765 г. е основно реконструиран.